# Apries
Apries (ägyptisch Wahibre, hebräisch חָפְרַע [hɔɸˈraː] Hophra) gehörte als altägyptischer Pharao (König) sowie vierter Herrscher der 26. Dynastie der Saïten-Dynastie an. Er regierte vom 10. Februarjul. 589 bis 570 v. Chr.

## Leben
Apries war der Sohn von Psammetich II. und seiner Gemahlin Tachuit. Nach dem Tod seines Vaters begann Apries eine aggressive Außenpolitik, die sich von der seiner Vorgänger unterschied. Dabei konzentrierte er sich hauptsächlich auf die Erweiterung des ägyptischen Herrschaftsbereichs an der nordöstlichen Landesgrenze. Um dieses Ziel zu erreichen, initiierte er mit mäßigem Erfolg Militäroperationen in Phönizien, Palästina und Zypern.
Die erste dieser Operationen war der Versuch im Jahr 588 v. Chr., die Belagerung Jerusalems durch Nebukadnezar II. zu beenden. Dieser vereitelte das Vorhaben jedoch dadurch, dass er seine Truppen zunächst zurückzog und die Belagerung ein Jahr später fortsetzte. Die anschließende Eroberung durch seine Truppen führte zum Untergang des Reiches Juda und der Verschleppung einer großen Anzahl seiner Einwohner in das babylonische Exil. Es ist bis heute rätselhaft, welche Rolle Apries bei diesem Vorgang spielte und warum er seine Truppen zurückgezogen hatte.
Eine weitere angeblich von Apries initiierte Operation war die Belagerung von Tyros durch die ägyptische Flotte. Der Bericht Herodots von diesem Seesieg steht jedoch im Widerspruch zu anderen Quellen, weshalb dieser Angriff vielleicht niemals stattgefunden hat.
Im Jahr 576 v. Chr. meuterte die Garnison der Stadt Elephantine. Die Soldaten hatten die Absicht, nach Äthiopien zu ziehen, konnten jedoch in letzter Minute durch ihren Kommandanten Neshor durch geschicktes Verhandeln zur Umkehr bewogen werden.
Trotz der militärischen Fehlschläge, die Apries erlitt, veranlasste er die Erweiterung der Tempel der Saïten in Memphis, sowie die Schenkung von Ländereien, Dienern und Vieh aus dem Vermächtnis seines Vaters Psammetich II. an die Priester des dortigen Tempels der Gottheit Ptah. So hinterließ er einen Eindruck von Wohlstand bei späteren Generationen.
Im letzten Jahr seiner Herrschaft sah sich Apries mit einem Aufstand der gesamten ägyptischen Armee mit Ausnahme der griechischen Söldner konfrontiert, den er durch die strategische Fehlentscheidung, 571 v. Chr. einen Feldzug gegen den griechischen Stadtstaat Kyrene zu unternehmen, selbst verursacht hatte.
Der Kriegszug nach Kyrene endete mit einer schweren Niederlage der ägyptischen Truppen. Die Überlebenden verdächtigten Apries daraufhin, sie verraten zu haben. Der König befahl dem Feldherrn Amasis, die Revolte, die einen offenen Ausbruch der Feindseligkeiten in den ägyptischen Truppen (griechische Söldner gegen einheimische Soldaten (griech. Machimoi)) bedeutete, zu beenden.
Da die Rebellen jedoch einheimische Soldaten und somit den größeren Teil des ägyptischen Heeres darstellten, lief Amasis zu ihnen über und ließ sich selbst zum Pharao ausrufen. Erstaunlicherweise standen weiterhin lediglich die griechischen Söldner unter dem Befehl von Apries. In der Schlacht bei Momemphis wurde Apries’ Söldnerarmee geschlagen. Apries blieb mangels weiterer Soldaten keine andere Möglichkeit, als aus dem Nildelta 569 v. Chr. zu fliehen.
Herodot berichtet, dass Apries 567 v. Chr. im vierten Regierungsjahr des Amasis mit einer erneuerten Armee aus Oberägypten in Richtung Nildelta zog, um Amasis zu besiegen und den ägyptischen Thron zurückzuerobern. Apries soll nach seiner Niederlage und Gefangennahme an das Volk ausgeliefert und erdrosselt worden sein. Dagegen ist im Bericht der Elephantine-Stele von einer kriegerischen Auseinandersetzung zwischen Amasis und asiatischen Heeren die Rede. Apries griff demnach in einem Bündnis Amasis an, fiel jedoch während der Schlacht. Sicher belegt ist seine in allen Ehren erfolgte Beisetzung in der Hauptstadt Saïs.

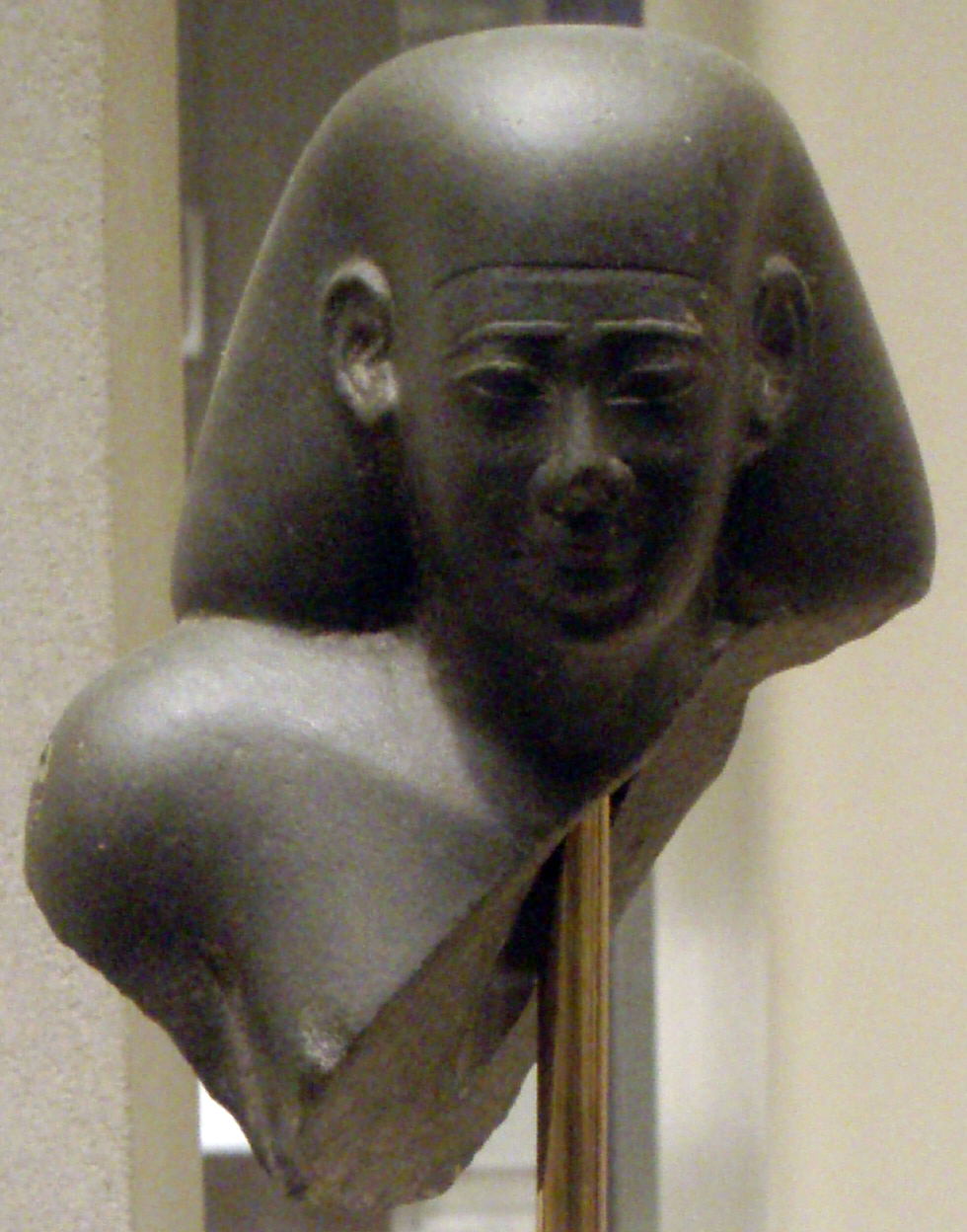
Fragment einer Statue, das den Namen Pharao Apries trägt (Museum of Fine Arts, Boston)
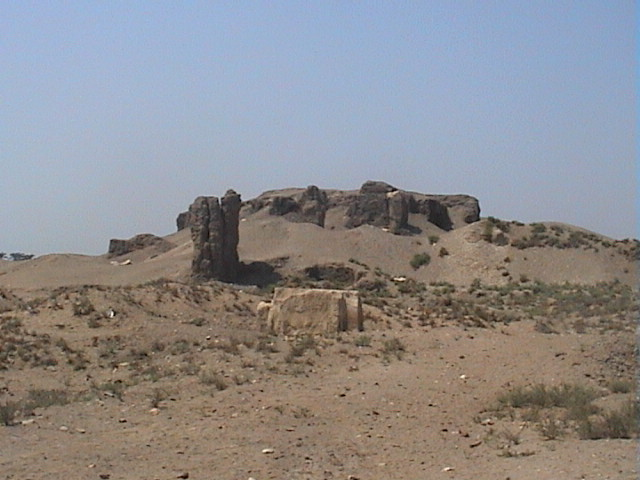
Ruinen eines Palasts von Apries (Memphis)
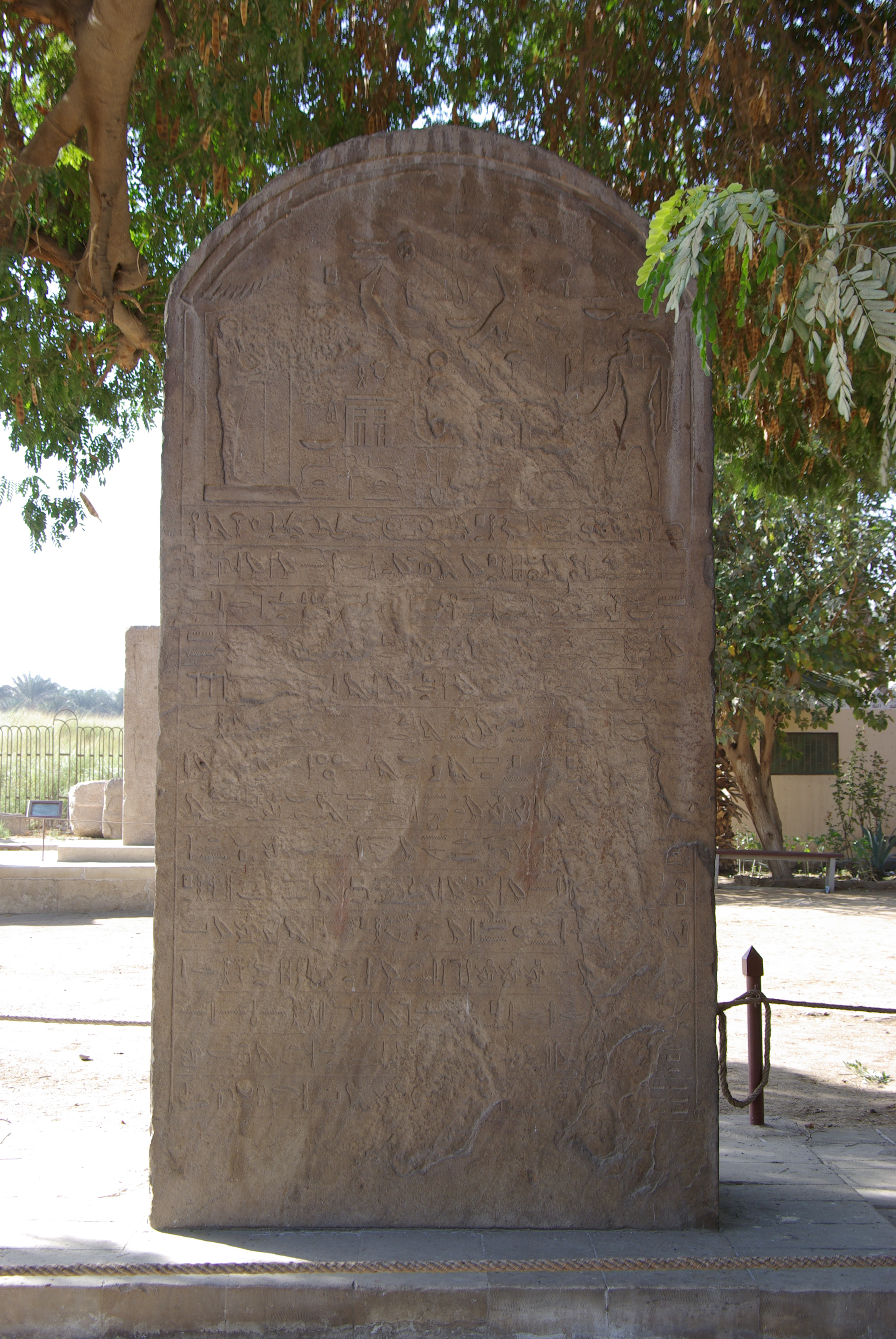
Apries Stele im Freilichtmuseum in Memphis